# Panorama pendant l'ascension de la Tour Eiffel
Panorama pendant l'ascension de la Tour Eiffel (Panorama durante la subida a la Torre Eiffel) es un documental de los hermanos Lumière estrenado en 1898. 

## Comentario
Se trata de un travelling en el que puede verse el antiguo edificio del Palacio del Trocadero, que fue demolido en 1935 para construir en su lugar el Palacio de Chaillot.